# Pere Guerrero Torrecilla
Pere Guerrero Torrecilla (5 de juny de 1973, la Seu d'Urgell) és un esportista català. Ha competit com a canoer d'eslàlom durant els primers anys de la dècada de 1990. Va ser 28è en la competició de C-1 a les Olimpíades d'estiu de Barcelona, al Parc Olímpic del Segre de la Seu d'Urgell.